# ويليام واتسون (منافس ألعاب قوى)
ويليام واتسون (بالإنجليزية: William Watson)‏ هو منافس ألعاب قوى أمريكي، ولد في 18 ديسمبر 1916، وتوفي في 1973.